# Валтазар
Валтазар или Балтазар је мушко име феничанског порекла, у значењу „Баал чува краља“. Име се традиционално приписује једном од тројице библијских мудраца који су даривали Исуса по рођењу. Данас се користи у многим језицима. 

## Имендани
- 6. јануар — у Мађарској

## Варијације имена
- Болдижар
-
-

## Познате личности
- Валтазар Богишић
-, певач групе Котон Клаб,
-, аустроугарски барон и царски војсковођа (19. век).